# Inżynieryjny posterunek obserwacyjny
Inżynieryjny posterunek obserwacyjny (skrótowiec IPO) − element rozpoznania wojsk inżynieryjnych przeznaczony do zdobywania danych o przedsięwzięciach inżynieryjnych przeciwnika przez obserwację i fotografowanie.
Organizowany jest w warunkach stabilizacji działań, przede wszystkim w obronie, i rozmieszczany w punktach terenowych umożliwiających obserwację terenu i poczynań inżynieryjnych przeciwnika.
Posterunek wyposażony jest w sprzęt optyczno-pomiarowy i noktowizyjny, mapę rejonu działania o dużej skali, w razie potrzeby w sprzęt fotograficzny, kamerę telewizyjną itp. Rozmieszcza się go z reguły na wysokości punktów oporu kompanii pierwszego rzutu. Inżynieryjne punkty obserwacyjne mogą być stałe lub ruchome.